# 김원행
김원행(金元行, 1703년 2월 14일(음력 1702년 12월 29일)~ 1772년 8월 5일(음력 7월 7일))은 조선 후기의 학자이다. 몽와 김창집의 손자이고 죽취 김제겸의 셋째 아들이다. 5촌 종숙인 김숭겸의 양자로 입적했다. 이재의 제자였으며, 담헌 홍대용의 스승이다. 호는 미호(渼湖)이고 본관은 (신)안동이다.

## 생애
경종 초기(1722년~1723년)에 발생한 신임옥사로 조부 김창집과 생부 김제겸이 유배되었다가 처형되었고, 친형 김성행과 친아우 김탄행이 경종의 독살을 꾀한 죄목으로 처형, 그 외에도 일족이 처형되거나 유배되는 등 멸문의 고비를 겪었다. 이후 영조가 즉위하여 가문이 다시 크게 부흥하였으나 관직에 나가지 않고 시골에 은거하며 성리학 학문 연구와 후학 양성, 저술 활동에만 전념하였다. 그가 길러낸 제자들 중에는 노론계 초기 실학자의 한사람인 황윤석과 홍대용이 있다. 사후 이조판서에 증직 추서되었다.

## 가족 관계
- 증조부 : 김수항(金壽恒)
  - 조부 : 김창집(金昌集) = 김수항의 장남(1648-1722)
    - 생부 : 김제겸(金濟謙) = 김창집의 아들
    - 생모 : 증 정경부인 은진 송씨
      - 형님 : 김성행(金省行)
      - 형님 : 김달행(金達行)
      - 동생 : 김탄행(金坦行)

    - 양부 : 김숭겸(金崇謙) = 김창협(김수항의 차남, 1651-1708)의 아들
    - 양모 : 밀양 박씨

- 부인 : 증 정부인 남양 홍씨
  - 장남 : 김이안(金履安)
    - 손자 : 김봉순(金鳳淳)

  - 차남 : 김이직(金履直)
    - 손자 : 김인순(金麟淳)

  - 장녀 : 달성 서씨 서형수(徐逈修)에게 시집감
  - 차녀 : 풍산 홍씨 홍낙순(洪樂舜)에게 시집감